# F Independência (F-44)
A F Independência (F-44) é uma fragata da classe Niterói, da Marinha do Brasil.
Foi a quinta de sua classe a ser construída, a primeira no país, tendo sido incorporada à Armada em 3 de setembro de 1979.
Totalmente construída no Arsenal de Marinha do Rio de Janeiro, seguiu o mesmo padrão do projeto original das demais de sua classe, das quais as quatro primeiras construídas nos estaleiros Vosper-Tornicroft Ltd., na Inglaterra.

## Características

### Dimensões
- Deslocamento (toneladas): 3.355-padrão / 3.707-plena carga
- Dimensões (metros): 129,2 x 13,5 x 5,5 (com sonar)
- Tripulação: 217 homens
- Construtores: Arsenal de Marinha do Rio de Janeiro.

### Desempenho
- Propulsão: CODOG ("Combinated Diesel or Gas") - 4 motores a diesel para velocidades de cruzeiro, 15,000 hp ou 2 turbinas a gás, 50,080 hp
- Raio de Ação (milhas): 5.300 a 17 nós / 4.200 a 19 nós / 1.300 a 28 nós
- Velocidade Máxima (nós): 30

## Galeria

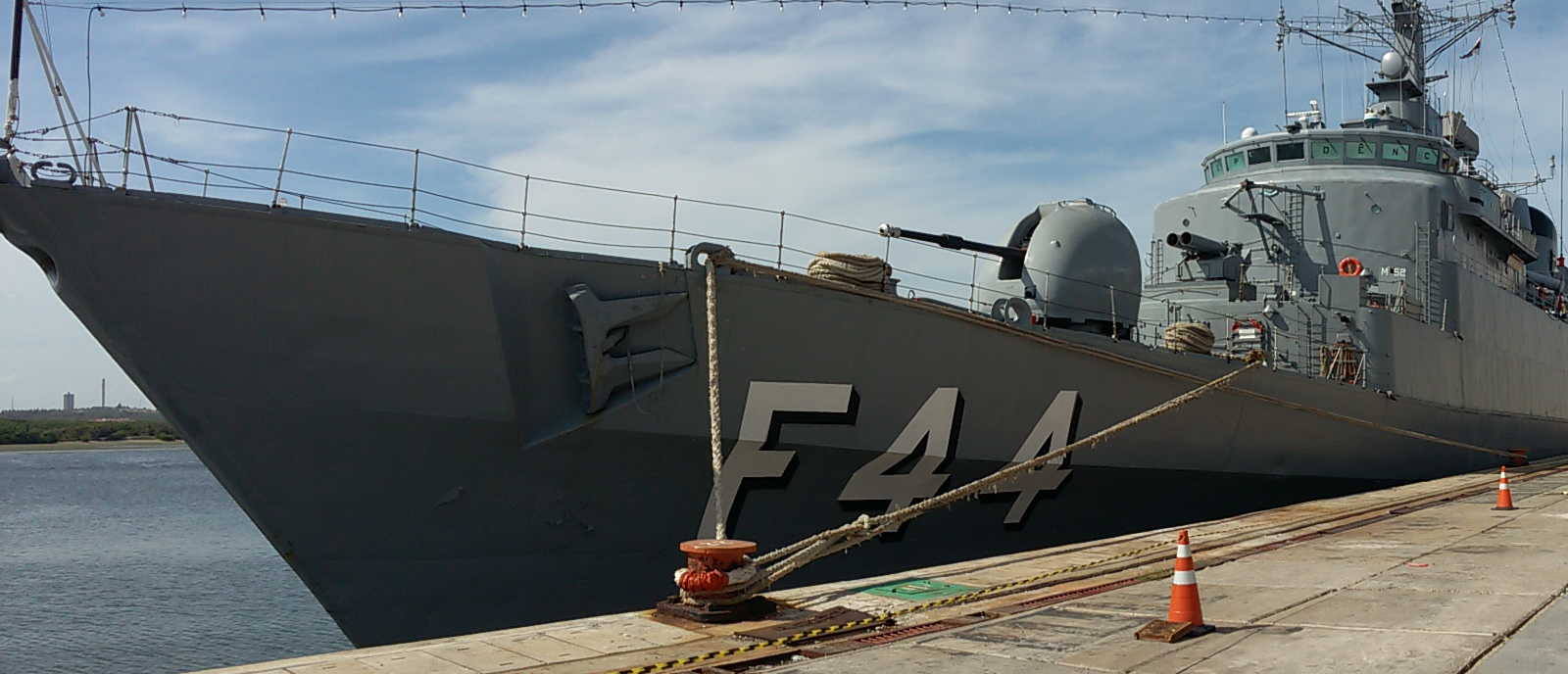
Fragata Independência em Natal-RN
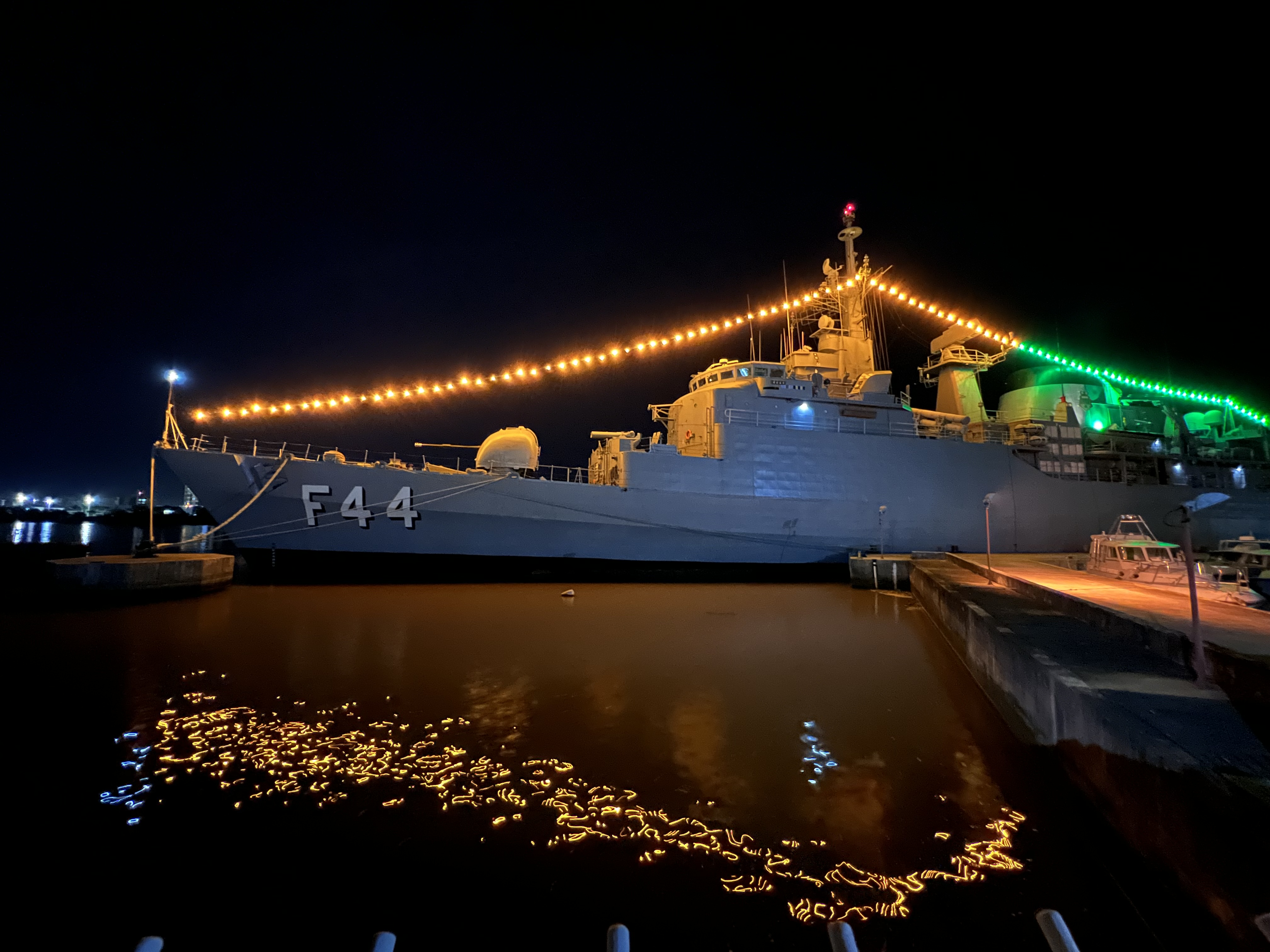
Fragata Independência iluminada em homenagem ao bicentenário da Independência